# Hagahöjdens BK
Hagahöjdens BK, HBK, var en fotbollsförening från Haga i Norrköping i Östergötland, bildad 11 september 1945 och upplöst 2020 då den sammanslogs med Norrköpings FF i Haga FF.

## Storhetstiden
HBK upplevde en storhetstid i under 1970-talet och början av 1980-talet då laget spelade i gamla division III, motsvarande dagens division I, och var en av stadens (och därmed landskapets) bästa klubbar. Som nykomling i trean 1971 placerade sig laget på sjätte plats, vilket följdes av en andraplats säsongen 1972. HBK missade kvalplatsen till division II (dagens Superettan) på sämre målskillnad än Finspångs AIK. Efter nedflyttning 1973 vann HBK fyran en poäng före Hageby 1974 och gjorde därmed en kvick comeback i division III. Efter en sjundeplats i division III 1975, sjätteplats såväl 1976 som 1977 följde en ny topplacering med en tredjeplats 1978. Smolket i glädjebägaren 1978 var att Sleipner vann serien knappt före Maif och därmed var tydlig tvåa i stan bakom Snoka. Säsongen 1979 klarade HBK nytt division III-kontrakt med knapp marginal men 1980 bärgades en fin fjärdeplats.
Sedan följde en niondeplats 1981. Därefter flyttades Hagahöjden från Nordöstra Götalandsgruppen till Östra Svealandsgruppen 1982, där man stod sig väl och slutade femma. Ännu bättre gick det säsongen 1983 då HBK slutade tvåa bakom Bissarna som knep kvalplatsen till division II 1984. Till 1984 flyttades laget tillbaka till Nordöstra Götalandsserien där uppstickaren Sylvia petade ned HBK till fjärde platsen i staden, Sylvia slutade tre, placeringen före Hagahöjden. Till säsongen 1985 var dock ordningen återställd, HBK var trea i stan efter en tredjeplats. Till säsongen 1986 flyttades laget tillbaka till Östra Svealandsserien. Sjätteplatsen hade tidigare år inneburit en mellansäsong men i.o.m. serieomläggningen till säsongen 1987 innebar detta nedflyttning till fjärdedivisionen och slutet på storhetstiden.

## Framträdande spelare
- Ulf Hultberg, fostrad i HBK, spelade 396 i IFK Norrköping och gjorde en a-landskamp för Sverige.
- Jan Johnson, fostrad i HBK, spelade 76 matcher i Allsvenskan för IFK Norrköping.
- Håkan Pettersson, fostrad i HBK, spelade tio säsonger i IFK Norrköping.
- Patrik Jönsson, fostrad i HBK, spelade 114 matcher i IFK Norrköping.